# Аскифу
Аски́фу (греч. Ασκύφου) — плато в Лефка-Ори. Высота 713 метров над уровнем моря. Входит в общину (дим) Сфакион в периферийной единице Ханье в периферии Крит. Население 394 жителя по переписи 2011 года. Через плато проходит дорога Врисес — Хора-Сфакион. В деревне Карес находится Военный музей. Жители заняты в растениеводстве и туризме.

## География
Плато окружено пиками Кастро (Κάστρο, 2218 м) на западе, Трипали (Τρυπάλι, 1493 м) на востоке и Ангатес (Αγκαθές, 1511 м) на юго-востоке. Для Хора-Сфакиона плато является Фермопилами.
Деревня Карес находится в 41 километре от Ханьи, Петрес — в 43 километрах.

## История
Впервые упоминается в 1182 году как Аскифия (Ασκύφια). В 1388 году упоминается как Аскифу.
В 1770 году во время восстания Даскалоянниса через Аскифу прошла 40-тысячная османская армия. В августе 1821 года во время Греческой революции на плато собралась османская армия, она была разбита революционерами и отступила в ущелье Катре (Κατρέ Λαγκός), где была заперта и уничтожена революционерами. В марте 1823 года Аскифу было захвачено албанскими и египетскими войсками во главе с Хусейн-беем.
В 1866 году в Аскифу образована Генеральная ассамблея, которая 21 августа объявила о начале Критского восстания. В июне 1867 года начались бои между османскими войсками во главе с Омер Лютфи-пашой и повстанцами. Османы построили на Аскифу две башни.

## Местное сообщество Аскифу
В местное сообщество Аскифу входят четыре населённых пункта. Население 394 жителя по переписи 2011 года. Площадь 64,67 квадратных километров.
| Населённый пункт | Население (2011), человек |
| ---------------- | ------------------------- |
| Амударион        | 164                       |
| Гонион           | 20                        |
| Карес            | 168                       |
| Петрес           | 42                        |

## Население
| Год  | Население, человек |
| ---- | ------------------ |
| 1991 | 423                |
| 2001 | 410                |
| 2011 | ↘ 394              |